# Ækvivalenspunkt
Ækvivalenspunkt eller det støkiometriske punkt for en kemisk reaktion er det tidspunkt, hvor en titrand (stoffet som titreringen undersøger) er opbrugt af en given titrator (stoffet som tildryppes) under titrering. 
I nogle tilfælde er der flere ækvivalenspunkter som f.eks. for fosforsyre. I det særlige tilfælde hvor titrand og titrator reagerer i forholdet 1:1 kan Ækvivalenspunktet udtrykkes ved:
"Ækvivalenspunktet for en reaktion forekommer på tidspunktet, hvor stofmængden af titranden (et stof der titreres) er ækvivalent med mængden af det stof, der titreres med." 
Eksempelvis vil stofmængden af HCl (saltsyre) og NaOH (natriumhydroxid) være den samme ved ækvivalenspunktet, hvis man titrerer med den ene i den anden:
n(HCl)=n(NaOH)
Ækvivalenspunktet bruges bl.a. til at bestemme mængden af syre eller base i en opløsning. Punktet kan registreres ved f.eks. pH-værdi, ledningsevne eller farveskift (Kolorimetrisk titrering).
| Kemi | Spire Denne artikel om kemi er en spire som bør udbygges. Du er velkommen til at hjælpe Wikipedia ved at udvide den. |